# La novia muerta
La novia muerta es un libro de poemas publicado por primera vez en 1898 por Guzmán Papini y Zas.

## Publicación
Por Dornaleche y Reyes en Montevideo, La novia muerta fue una de las primeras obras de Papini, se publicó cuando tenía 20 años de edad. 31 páginas en total, el libro está ilustrado con pájaros y flores, y se divide en dos partes. El primero se titula "En el idilio," y la segunda, que se divide en dos partes, se llama "En la tragedia." El estilo en que Papini escribió La novia muerta, considerado "romántico", era común entre sus trabajos anteriores.